# Robin Tunney
Robin Tunney (Chicago, 19 de junio de 1972) es una actriz estadounidense de televisión y cine, conocida principalmente por su papel de Teresa Lisbon en la serie de televisión El mentalista.

## Primeros años
Tunney nació en Chicago (Illinois) y creció en el sur del estado. Durante su primer año de preparatoria asistió al St. Ignatius College Prep (Colegio Preparatorio de San Ignacio), un colegio católico en Chicago. Estudió interpretación en la Chicago Academy for the Arts.

## Carrera
Desde que era un bebé aparecía en anuncios de televisión. Más tarde, con 18 años, Tunney se mudó a Los Ángeles, California, donde obtuvo unos cuantos papeles como personaje recurrente en series como Life Goes On (1989), Law & Order (1990), Dream On (1990) y Class of '96 (1993).
Uno de sus papeles más importantes fue en Empire Records (1995), donde encarnó a una adolescente suicida. Luego recibió el rol estrella de una bruja gótica en The Craft (1996), donde trabajó con las actrices Fairuza Balk, Neve Campbell y Rachel True. Robin perdió su cabello en la grabación de Empire Records, por lo que debió usar una peluca en The Craft.
En 1997, Tunney actuó en Niagara, Niagara, de Bob Gosse, junto con Henry Thomas, ganando el premio a «Mejor Actriz» en el Festival Internacional de Cine de Venecia de ese año. Tunney también actuó junto a Arnold Schwarzenegger en la película de acción de 1999 End of Days.
En 2000 trabajó en las películas Supernova y Límite vertical, teniendo en esta última uno de los papeles protagonistas. En 2003 trabajó junto a Michael Douglas en Hasta que la muerte nos separe, remake del film original homónimo de 1979 dirigido por Arthur Hill. En 2004 actuó en las películas Shadow of Fear y Paparazzi, realizando el papel coprotagonista en esta última; también actuó en los dos episodios piloto de la serie de Fox House. En 2005 interpretó al personaje de Veronica Donovan durante la primera temporada de la serie Prison Break y el primer episodio de la segunda.
Desde septiembre de 2008 protagonizó la serie de CBS El Mentalista junto a Simon Baker, dando vida a la agente Teresa Lisbon. La serie concluyó en febrero de 2015.
En 2019 interpretó el papel de Maya Travis en la serie The Fix, junto a Adewale Akinnuoye-Agbaje, producida por la cadena televisiva ABC.

## Vida personal
Estuvo casada con Bob Gosse desde octubre de 1995 hasta su divorcio, en 2006. En 2009, Tunney se comprometió con el productor y director australiano Andrew Dominik, pero cancelaron el compromiso en 2010. 
El 25 de diciembre de 2012, se comprometió con el diseñador de interiores, Nicky Marmet con el que tiene dos hijos: Oscar y Colette. Tiene una hermana cantante, Susan Tunney y otros dos hermanos varones, uno de ellos es un imitador de Elvis.

## Filmografía (cine y televisión)
| Año       | Título                                     | Personaje              | Observaciones                                                    |
| --------- | ------------------------------------------ | ---------------------- | ---------------------------------------------------------------- |
| 1992      | Encino Man                                 | Ella                   |                                                                  |
| 1992      | Perry Mason: The Case of Reckless Romeo    | Sandra Turner          | Película para TV                                                 |
| 1993      | JFK: Reckless Youth                        | Kathleen Kick Kennedy  | Película para TV                                                 |
| 1993      | Cutters                                    | Deborah                | Serie de TV                                                      |
| 1994      | Law & Order                                | Jill Templeton         | Episodio «Mayhem»                                                |
| 1995      | Empire Records                             | Debra                  |                                                                  |
| 1996      | The Craft                                  | Sarah Bailey           | MTV Movie Awards por «Mejor Pelea» (compartido con Fairuza Balk) |
| 1996      | Riders of the Purple Sage                  | Elizabeth Bess Erne    |                                                                  |
| 1997      | Julian Po                                  | Sarah                  |                                                                  |
| 1997      | Niagara, Niagara                           | Marcy                  |                                                                  |
| 1998      | Montana                                    | Kitty                  |                                                                  |
| 1998      | Rescuers: Stories of Courage: Two Families | Melvina Malka Csizmadi |                                                                  |
| 1999      | End of Days                                | Christine York         |                                                                  |
| 2000      | Vertical Limit                             | Annie Garrett          |                                                                  |
| 2000      | Supernova                                  | Danika Lund            |                                                                  |
| 2001      | Investigating Sex                          | Zoe                    |                                                                  |
| 2002      | The Secret Lives of Dentists               | Laura                  |                                                                  |
| 2002      | Cherish                                    | Zoe                    |                                                                  |
| 2003      | Abby Singer                                | Ella misma (Cameo)     |                                                                  |
| 2003      | The In-Laws                                | Angela Harris          |                                                                  |
| 2003      | The Twilight Zone                          | Edie Durant            | Episodio «Developing»                                            |
| 2004      | Pararazzi                                  | Abby Laramie           |                                                                  |
| 2004      | House                                      | Rebecca Adler          | Episodio piloto                                                  |
| 2004      | Shadow of Fear                             | Wynn French            |                                                                  |
| 2005      | The Zodiac                                 | Laura Parish           |                                                                  |
| 2005      | Runaway                                    | Carly                  |                                                                  |
| 2005-2006 | Prison Break                               | Veronica Donovan       | Principal (Temporadas 1-2; 23 episodios)                         |
| 2006      | Hollywoodland                              | Leonore Lemmon         |                                                                  |
| 2006      | The Darwin Awards                          | Zoe                    |                                                                  |
| 2006      | Open Window                                | Izzy                   |                                                                  |
| 2008      | August                                     | Melanie                |                                                                  |
| 2008      | The Burning Plain                          | Laura                  |                                                                  |
| 2008      | The Two Mr. Kissels                        | Nancy Kissel           |                                                                  |
| 2008-2015 | The Mentalist                              | Teresa Lisbon          | Serie de TV                                                      |
| 2009      | Passenger Side                             | Theresa                |                                                                  |
| 2012      | See Girl Run                               | Emmie                  |                                                                  |
| 2015      | My All American                            | Gloria Steinmark       | -                                                                |
| 2016      | Love                                       | Mujer de ASAA          | Serie de Netflix. Episodio «The End Of The Beginning»            |
| 2018      | Insatiable                                 | Brandylynn Huggens     | Serie de Netflix.                                                |
| 2018      | Looking glass                              | Maggie                 |                                                                  |
| 2019      | The Fix                                    | Maya Travis            | Serie de AXN                                                     |

## Premios y distinciones
Festival Internacional de Cine de Venecia
| Año  | Categoría                    | Película         | Resultado |
| ---- | ---------------------------- | ---------------- | --------- |
| 1997 | Copa Volpi a la mejor actriz | Niagara, Niagara | Ganadora  |